# Warner Forrest Patterson
Warner Forrest Patterson  (* 9. Dezember 1896 in Atlantic Highlands, Monmouth County, New Jersey; † 5. Februar 1949 in Ann Arbor, Michigan) war ein US-amerikanischer Romanist.

## Leben und Werk
Patterson besuchte das Gymnasium in Reims, wo sein Großvater amerikanischer Konsul war. Er studierte an der Taylor University in Upland (Indiana), ferner an der Columbia University und an der University of Michigan. Er unterrichtete von 1917 bis 1919 an einer High School. 1920 ging er an die University of Michigan als Instructor für Französisch und Spanisch. 1930 promovierte er an der Columbia University mit der Arbeit Three centuries of French poetic theory. A critical history of the chief arts of poetry in France 1328-1630 (2 Bde., Ann Arbor 1935,  3 Bde., New York 1966) und stieg an der University of Michigan zum Assistant Professor auf, 1936 zum Associate Professor. Er starb im Alter von 52 Jahren.
Patterson war korrespondierendes Mitglied der Académie des sciences d’Aix-en-Provence (1933).

## Weitere Werke
- (Hrsg. mit Arthur Graves Canfield) French Poems, New York 1941